# Plassac (Charente-Maritime)
Plassac é uma comuna francesa na região administrativa da Nova Aquitânia, no departamento de Charente-Maritime. Estende-se por uma área de 15,48 km². Em 2010 a comuna tinha 624 habitantes (densidade: 40,3 hab./km²).